# フェノキサジン
フェノキサジン(Phenoxazine)は、複素環式化合物の一つである。オキサジンに2つのベンゼン環が融合した構造を持つ。ダクチノマイシンやリトマス等、天然に存在する多くの化合物の中心核として生成する。染料のナイルブルーやナイルレッドもフェノキサジン核を持つ。
フェノキサジン染料は、かつて絹の染色に広く用いられてきたが、耐光性を持たないため、時間とともに市場から消えた。しかし、アクリル繊維への耐光性は大幅によくなるため、再評価されつつある。